# Сіренс (футбольний клуб)
«Сіренс» (мальт. Sirens F.C.) — мальтійський футбольний клуб з містечка Сан-Пауль-іль-Бахар, заснований у 1968 році.

## Історія
Клуб був заснований 1968 року і тривалий час грав у нижчих лігах країни. Лише зайнявши перше місце у сезоні 2018/19 в другому дивізіоні, «Сіренс» вперше в історії вийшов до Прем'єр-ліги на сезон 2019/20.